# Castenedolo
Castenedolo é uma comuna italiana da região da Lombardia, província de Bréscia, com cerca de 9 256 habitantes. Estende-se por uma área de 26 km², tendo uma densidade populacional de 356 hab/km². Faz fronteira com Borgosatollo, Bréscia, Calcinato, Ghedi, Mazzano, Montichiari, Rezzato.

## Demografia
| Variação demográfica do município entre 1861 e 2011                               |
|                                                                                   |
| Fonte: Istituto Nazionale di Statistica (ISTAT) - Elaboração gráfica da Wikipedia |